# Zahlemann und Söhne
Zahlemann und Söhne oder auch den Zahlemann machen ist eine idiomatische Redewendung, die umgangssprachlich und scherzhaft ausdrückt, dass eine Person viel Geld zahlen muss, ohne es zu wollen. Meist bekommt sie dafür keine Gegenleistung, die in einem annehmbaren Verhältnis zum Zahlbetrag steht. 
Die erste Variante der Redewendung ist nach dem gebräuchlichen Schema „Unternehmensname & Söhne“ für Firmennamen gebildet.

## Beispiele
- „Er hatte keine Haftpflichtversicherung und nach dem Unfall hieß es dann für ihn ‚Zahlemann und Söhne‘.“
- „Wer Haustürgeschäfte abschließt, wird leicht zu ‚Zahlemann und Söhne‘.“
- „Der Richter verhängte ein Ordnungsgeld, damit heißt es für den Delinquenten ‚Zahlemann und Söhne‘.“